# Börslingen
Börslingen (phát âm tiếng Đức: [ˈbœʁslɪŋən]) là một đô thị ở huyện Alb-Donau, ở bang Baden-Württemberg, thuộc nước Đức. Đô thị này có diện tích 6,28 km², dân số thời điểm 31 tháng 12 năm 2020 là 166 người.